# نیک فان در لایکه
نیک فان در لایکه (هلندی: Nick van der Lijke؛ زادهٔ ۲۳ سپتامبر ۱۹۹۱) دوچرخه‌سوار اهل هلند است.
از باشگاه‌هایی که در آن رکاب زده‌است می‌توان به تیم دوچرخه‌سواری رابوبانک دولوپمنت، تیم لوتوان‌ال–یومبو، و تیم دوچرخه‌سواری رومپوت–ندرلانسه لوتری اشاره کرد.